# Mathihalli, Harapanahalli
Mathihalli là một làng thuộc tehsil Harapanahalli, huyện Davanagere, bang Karnataka, Ấn Độ.